# Petersdorf (Turíngia)
Petersdorf é uma localidade e antigo da Alemanha localizado no distrito de Nordhausen, estado da Turíngia.
O antigo município de Petersdorf foi incorporados à cidade de Nordhausen a partir de 1 de dezembro de 2007.